# Kjukevågsodden
Kjukevågsodden (norwegisch für Klumpenbuchtspitze) ist eine vereiste Landspitze an der Prinz-Harald-Küste des ostantarktischen Königin-Maud-Lands. Sie liegt am Südufer der Kjukevåg, einer Nebenbucht der Lützow-Holm-Bucht.
Wissenschaftler des Norwegischen Polarinstituts benannten sie in Anlehnung an die Benennung der Kjukevåg.